# طارق سيريتش
طارق سيريتش مواليد 28 يناير 1978 في سراييفو، جمهورية البوسنة والهرسك الاشتراكية، جمهورية يوغوسلافيا الاشتراكية الاتحادية، هو لاعب كرة قدم بوسني سابق كان يلعب كمدافع.

## المسيرة الاحترافية

### أندية لعب لها
- نادي أولمبيك سراييفو
- نادي ساراييفو
- نادي ال كي اس ودز
- نادي رييكا
- فيليز موستار